# Aedophron phlebophora
Aedophron phlebophora är en fjärilsart som beskrevs av Lederer 1958. Aedophron phlebophora ingår i släktet Aedophron och familjen nattflyn. Inga underarter finns listade i Catalogue of Life.